# Белоброва, Ольга Андреевна
Ольга Андреевна Белоброва (28 августа 1925, Детское Село, Ленинградская губерния — 29 мая 2018, Санкт-Петербург) — специалист в области истории древнерусской литературы, старший научный сотрудник Пушкинского Дома, лауреат премии имени Д. С. Лихачёва (2006).

## Биография
Родилась 28 августа 1925 года в Детском Селе в семье географа Андрея Белоброва.
В 1948 году окончила отделение истории искусств исторического факультета ЛГУ, в 1951 году — аспирантуру там же. В 1951—1952 годы — преподавала в ЛГУ.
С 1953 по 1964 годы работала в Загорском музее-заповеднике.
С 1964 года работала в Пушкинском Доме (ИРЛИ), младший научный сотрудник отдела древнерусской литературы, с 1983 года — старший научный сотрудник.
В 1967 году защитила кандидатскую диссертацию, тема: «Кипрский цикл в древнерусской литературе».
Область научных интересов: история древнерусской литературы, археография, библиография, взаимодействие литературы и изобразительного искусства, русско-византийской и русско-греческой художественной связи.
Член Императорского православного палестинского общества.
Участие в коллективных работах:
- «Истоки русской беллетристики» (Л., 1970);
- «Памятники литературы Древней Руси» (М., 1978—1994);
- «Библиотека литературы Древней Руси» (СПб., 1997—?);
- «Словарь книжников и книжности Древней Руси». Вып. 1—3 (Л., 1987 — СПб., 2004);
- Энциклопедия «Слова о полку Игореве». Т. 1—5 (СПб., 1995);
- печатала статьи в акад. изд: «Труды Отдела древнерусской литературы», «Византийский временник», «Балканские исследования» и др.

Автор более 150 работ, в том числе книги:
- Кипрский цикл в древнерусской литературе. Л., 1972;
- Николай Спафарий. Эстетические трактаты. Л., 1978;
- Очерки русской художественной культуры. СПб., 2005.

## Награды
- Медаль «Ветеран труда» (1986)
- Государственная премия Российской Федерации (в составе группы учёных, за 1993 год) — за серию «Памятники литературы Древней Руси»
- Премия имени Д. С. Лихачёва (2006) — за монографию «Очерки русской художественной культуры XVI—XX веков»